# Piotr Skubisz
Piotr Skubisz (Mielec, 1978) is een Poolse fotograaf die zich richt op portretfotografie, het menselijk lichaam, identiteit en culturele diversiteit. Zijn foto's hebben talloze onderscheidingen ontvangen en zijn internationaal gepubliceerd en tentoongesteld.

## Biografie
Piotr Skubisz werd in 1978 geboren in Mielec, Polen. Hij is afgestudeerd aan de Nationale Film-, Televisie- en Theaterschool Leon Schiller in Łódź (PWSFTviT) en studeerde Poolse taal- en letterkunde aan de Universiteit van Warschau, waar hij ook een sterke interesse ontwikkelde in culturele antropologie. Deze academische ervaringen hebben zijn kenmerkende benadering van fotografie gevormd, die hij omschrijft als een voortdurende reis van ervaringen en ontdekkingen.
Skubisz specialiseert zich in portret- en kunstfotografie. Zijn werk onderzoekt thema's als zelfkennis, culturele identiteit en de nuances van menselijke emoties. Hij woont momenteel in Warschau. In zijn artistieke werk staat hij open voor nieuwe uitdagingen en reizen, op zoek naar diverse perspectieven en inspiratiebronnen. Zijn werken worden gepubliceerd en bekroond op toonaangevende fotografieplatforms, zoals LensCulture en All About Photo.

## Artistieke benadering
Skubisz omschrijft zijn fotografische praktijk als een "eindeloze reis van ervaringen en ontdekkingen". Hij ziet de mens en het lichaam – "waardoor we communiceren en de wereld waarnemen" – als onuitputtelijke mysteries en het centrale motief van zijn fotografie, en dient als medium voor een "voortdurende ontdekking van de Ander, van het Onbekende". Voor hem is fotografie een esthetisch en introspectief proces, die visuele contemplatie vermengt met reflectie op lichaam, identiteit en culturele diversiteit.

## Prijzen en onderscheidingen
De foto's van Skubisz hebben talloze prijzen en onderscheidingen ontvangen, waaronder:
- 2024 PX3 – The Prix de la Photographie, Parijs: Gouden en bronzen medaille (Portret/Persoonlijkheid).[5][6]
- 2024 TIFA, Tokyo International Foto Awards: Bronzen medaille (Mensen-Portret).[7]
- 2024 One Eyeland, World’s Top 10 Fine Art Photographers: 4x Zilveren medaille (2x Portret, 2x Mensen). Erkend als de #1 Poolse kunstfotograaf.[8][9]
- 2024 IPA, The International Photography Awards: Officiële selectie (Kunst – Portret, Mensen – Levensstijl, Mensen – Tradities/Cultuur).[10][11]
- 2024 Exposure One Awards, One Shot Photo Contest: Zilveren winnaar (Portret), Publieksprijs (Portret), Eervolle vermelding (Portret), Nominatie (Mensen).[12][13][14]
- 2024 ReFocus Awards, The World Photo Annual Awards: Zilveren medaille (Beeldende Kunst), Bronzen medaille (Mensen), Bronzen medaille (Portret), 4x Nominatie (2x Portret, Mensen, Beeldende Kunst).[15]
- 2024 Monochrome Awards: 3e plaats (Portret).[16][17]
- 2024 Brodziak Academy: TOP10 Meesters van Creatie.[18]
- 2024 Fine Art Photography Awards (FAPA): 3x Nominatie in de categorie Portret.[19]
- 2024 Annual Photography Awards (APA): Eervolle vermeldingen (3x Mensen: Portret).[20]
- 2024 Life Framer: Black & White Editors’ Pick, Raw Emotions (voor "Pearl. Marble").[21]
- 2025 Sony World Photography Awards (SWPA): Eervolle vermelding in de open competitie, categorie "Portret", voor "Breathe" uit de serie 'Portrait of a Poet – A Journey Through Layers'.[22][23][24]
- 2025 LensCulture Portrait Awards: Finalist in de categorie "Portretserie".[3]
- 2025 B&W IPA Association Parijs, Black And White International Photo Awards: Bronzen medaille in de categorie "Portret" (serie).[25]
- 2025 All About Photo AAP Magazine #46: Women: Eervolle vermelding.[26][27][28][29]
- 2025 ReFocus Awards, Black & White Photo Contest: 4x Genomineerd (2x Portret, Mensen, Beeldende Kunst) [15]

## Tentoonstellingen
- 2024: PX3 – The Prix de la Photographie, Parijs – Tentoonstelling van bekroonde werken (digitale en schermpresentaties; details beschikbaar op de officiële PX3 tentoonstellingswebsite).[30]
- 2024: TIFA, Tokyo International Foto Awards – Tentoonstelling van bekroonde werken (digitale en schermpresentaties, **inclusief** het TIFA 2024 winnaarsevenement in Boedapest; details beschikbaar op de officiële TIFA tentoonstellingswebsite).[31][32]
- 2024: Groepstentoonstelling "TOP10 Meesters van Creatie", Brodziak Gallery, Poznań, Polen (15–26 november 2024). De tentoonstelling presenteerde de winnaars van de TOP10 Meesters van Creatie wedstrijd.[18]
- 2025: Groepstentoonstelling "DISOBEDIENT IMAGES", Arles 2025 OFF Program (7-13 juli 2025). Skubisz' werk "O. Balance" uit de serie 'Portrait of a Poet – A Journey Through Layers' werd geselecteerd voor de tentoonstelling.[33]

## Publicaties
Het werk van Skubisz is gepubliceerd in fotografieboeken en op online platforms:
- Sony World Photography Awards book 2025 (gedrukte editie).[34]
- Monochrome Awards Book 2024 (gedrukte editie).[35]
- All About Photo AAP Magazine #46: Women 2025 (gedrukte editie).[36][37][38][39]
- Zijn foto's en het artikel getiteld Portrait of a Poet: A Journey Through Layers zijn gepubliceerd op het online platform van het tijdschrift All About Photo.[40]
- Hij heeft ook meegewerkt aan de creatie van foto's voor een sociale campagne die is genoemd in Newsweek Polska en is opgepikt door andere media.[41][42]